# Banaran (Kalijambe)
Banaran is een bestuurslaag in het regentschap Sragen van de provincie Midden-Java, Indonesië. Banaran telt 4900 inwoners (volkstelling 2010).